# キルワ・マソコ
キルワ・マソコ（Kilwa Masoko）は、タンザニアの町。リンディ州に属するキルワ県の県庁所在地である。人口は1万3601人（2012年）。町の4km南には遺跡の島として知られるキルワ島が浮かぶ。名前は「市場のキルワ」を意味し、19世紀初頭にキルワ島からアフリカ大陸に移住した人間によって建設された。

## 経済
キルワ・キシワニとソンゴ・ムナラの遺跡群の観光とカジキのフィッシングを目当てに訪れる観光客を見込み、南アフリカ人、ドイツ人が経営するロッジが建てられた。

## 交通
かつてはキルワ・マソコとダルエスサラームを結ぶ交通路は片道10時間以上かかる悪路として知られ、時には2日かけて移動しなければならなかった。2つの町を往来するにはルフィジ川を渡らなければならず、ルフィジ川を渡るフェリーは定員数が少ない上に壊れやすく、フェリーが壊れた場合には迂回路を取らなければならなかった。雨季にはキルワ・マソコは周囲から孤立する陸の孤島となっていたが、2004年にルフィジ川に橋が架かり、道路の舗装も進められ、移動時間は6時間に短縮された。
キルワ・マソコには乗客が2名以上で出航する定期便が発着する飛行場、マングローブ材を積んだダウ船が時折寄港する小さな港が設けられている。